# Örlogsmän
Örlogsmän är en svensk dramafilm från 1943 i regi av Börje Larsson. I huvudrollerna ses Karl-Arne Holmsten, Anne-Margrethe Björlin och Nils Kihlberg.

## Handling
Arne, Erik och Ingrid är barndomsvänner. De båda männen utbildar sig inom svenska flottan. På deras sista dag kommer Ingrid för att fira dem och då erkänner de båda sin kärlek för henne. 
Ett bråk utbryter på kvällen och Erik tvingas lämna flottan eftersom han vägrar att be om ursäkt för sitt uppförande. Innan han tar värvning på en ångare för att försöka återvinna sin heder, tillkännager han åter sin kärlek för Ingrid, som lovar att vänta på honom. 
Efter en tid rapporteras Erik död, vilket ger Arne utrymme att fria till Ingrid, vilket hon efter en tid också accepterar, samtidigt som hon hoppas på att Erik ska komma tillbaka. När Erik dyker upp i Sverige igen och får reda på deras förlovning söker han spänning och tar värvning på en minröjare. 
Det hela slutar med att Arne och Erik återförenas när de ska försöka desarmera en ny typ av mina. Spänningen av detta får Ingrid att inse var hennes känslor ligger och hon bekänner sig kärlek till Erik.

## Om filmen
Filmen har starka patriotiska undertoner då den spelades in mitt under andra världskriget. Den hade förhandspremiär på biograf Royal i Stockholm den 23 januari 1943 till förmån för Drottning Victorias Örlogshem. Officiell premiär två dagar senare. Filmen har visats vid ett flertal tillfällen i SVT, bland annat i juni 2019.

## Rollista i urval
- Karl-Arne Holmsten – Arne Ramberg
- Nils Kihlberg – Erik Svensson
- Anne-Margrethe Björlin – Ingrid Peijer
- Emil Fjellström – August Sjöberg
- Fritiof Billquist – kapten Wall
- Gunnar Sjöberg – ingenjör Kärre
- Hugo Björne – kommendör Peijer
- Gustaf Torrestad – fänrik Bernt
- Åke Uppström – motorskötare Karlsson
- Artur Rolén – skeppar Hake
- Wiktor Kulörten Andersson – Boman
- Astrid Bodin – Selma Boman
- Åke Engfeldt – flaggkadett Klas Löfgren
- Torsten Hillberg – direktör Ahlqvist

## Musik i filmen
- Flottans defileringsmarsch, kompositör Ernst Urbach, instrumental
- En kväll när regnet föll, kompositör Gösta Törner, text Tarragon, instrumental
- I'll Do My Loving with, kompositör Stig Holm, instrumental
- Till dig, kompositör Thore Ehrling, text Tarragon, instrumental
- Ni här stolts jungfru. ur Waldemarsskatten, kompositör Andreas Hallén, text  Axel Klinckowström, framförs av okänd kvinnlig och manlig operasångare
- Vind för våg, kompositör och text  Sven "Esse" Björkman, sång Nils Kihlberg
- La petite viennoise, kompositör Jules Sylvain, instrumental